# Acanthogonatus alegre
Acanthogonatus alegre is een spinnensoort in de taxonomische indeling van de bruine klapdeurspinnen (Nemesiidae).
Acanthogonatus alegre werd in 1995 beschreven door Goloboff.